# I colori della gioventù
I colori della gioventù è un film per la televisione del 2006, trasmesso in Italia per la prima volta su Rai 1 il 18 maggio 2006, diretto da Gianluigi Calderone. Il film racconta il sodalizio del protagonista Umberto Boccioni che lo porta, con altri artisti, a scrivere il Manifesto dei pittori futuristi. È stato replicato su Rai Premium il 1º luglio 2016.

## Riprese
Le riprese si sono concluse nel novembre 2005.